# ستشينرى ستورز
ستشينرى ستورز ، هو نادي كرة قدم نيجيري وهو نادي أساسي في نيجيريا.
وصيف بطولة أفريقيا للأندية ابطال الكأس عام 1981